# Peter Lerchbaumer

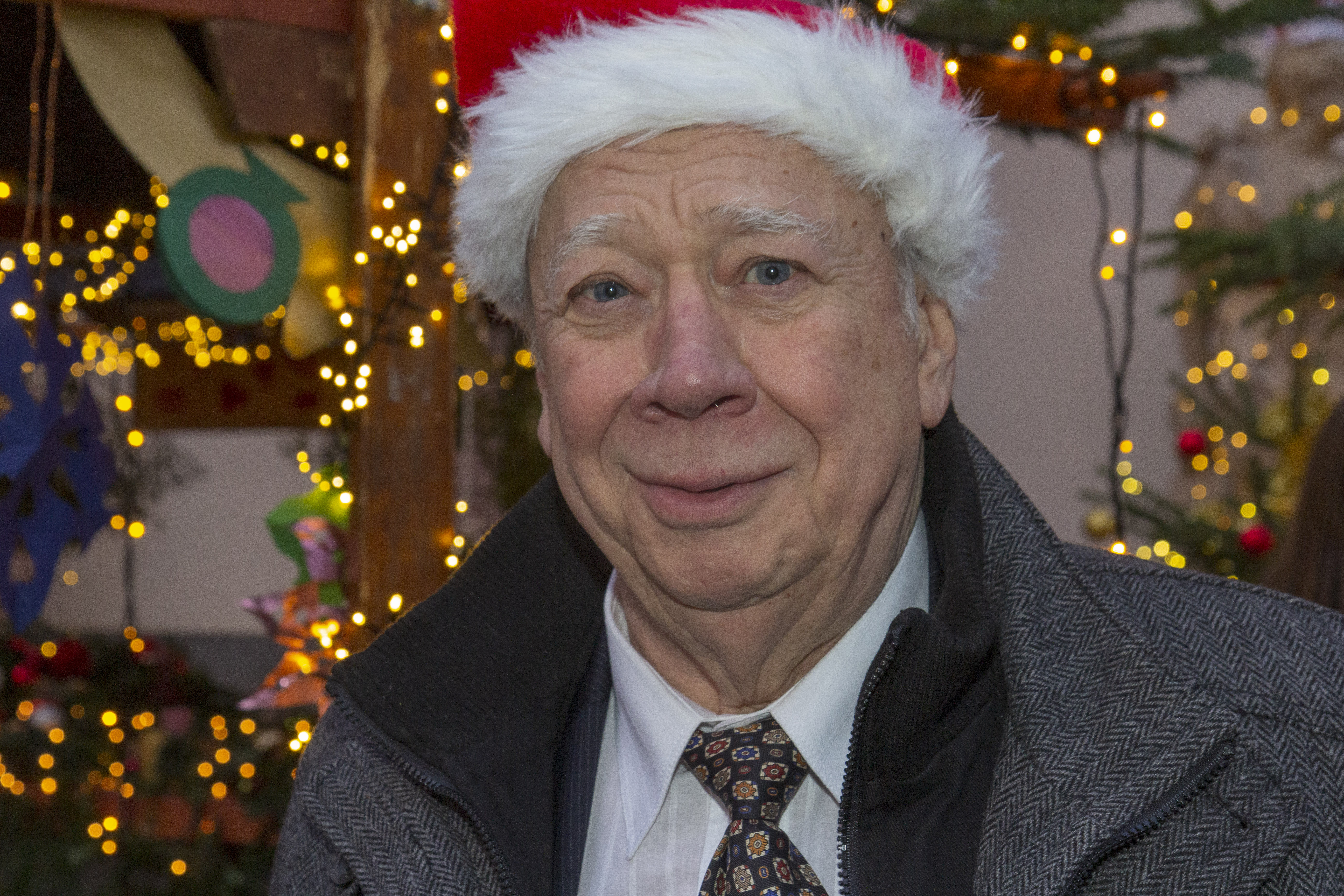
Peter Lerchbaumer am Set des Films Weihnachtstöchter, 2019

Peter Lerchbaumer (* 2. März 1945 in Wien) ist ein österreichischer Schauspieler.

## Leben
Peter Lerchbaumer absolvierte eine Schauspielausbildung an der Schauspielschule Krauss in Wien. Ein erstes Engagement führte ihn ans Burgtheater (1966–68), dem weitere Stationen an den Stadttheatern in Regensburg (1968–79), Freiburg (1969–73) und Heidelberg (1973–77), sowie der Volksbühne Berlin (1977/78) folgten. 1977 gehörte er zu den Mitbegründern des Kabaretts Die Springmäuse. In den Jahren von 1978 bis 1989 war er am Theater Basel, am Theater am Neumarkt Zürich, dem Wiener Schauspielhaus und dem Schauspielhaus Hamburg zu sehen. Von 1988 bis 1990 spielte er am Theater Bonn, und schließlich von 1990 bis 2002 am Schauspiel Frankfurt. 1991 wirkte Lerchbaumer anlässlich des 700-Jahr-Jubiläums der Schweizerischen Eidgenossenschaft in der Aufführung des Mythenspiels auf einer großen Freilichtbühne in Schwyz mit.
Seit Mitte der 1990er Jahre ist der Theaterdarsteller auch vermehrt in Fernsehproduktionen präsent, in denen er meist umsichtig agierende, Autorität ausstrahlende Charaktere verkörperte. Wiederholt arbeitete er dabei mit den Regisseuren Dagmar Hirtz, Gabriela Zerhau und Rolf Silber zusammen. Einem breiteren Publikum ist Peter Lerchbaumer vor allem in der Rolle des Vorgesetzten „Rudi Fromm“ des Ermittler-Duos Dellwo und Sänger im Frankfurter Tatort bekannt. Seit 2002 stand er, häufig unter der Regie von Niki Stein, in über einem Dutzend Tatort-Filmen vor der Kamera. Die von Thomas Freundner inszenierte Folge Herzversagen wurde 2005 mit einem Grimme-Preis prämiert, Weil sie böse sind wurde 2010 als Bester Fernsehfilm mit dem Deutschen Fernsehpreis ausgezeichnet. Als deren in den Ruhestand verabschiedeter Chef stand er im September 2010 auch im Mittelpunkt der Folge Am Ende des Tages, mit der Andrea Sawatzki und Jörg Schüttauf ihren Abschied als Tatort-Kommissare nahmen.
In der Sat.1-Krimireihe Ein Fall für den Fuchs spielte Lerchbaumer in sechs Episoden ebenfalls einen Kriminaloberrat. In den vergangenen Jahren wuchs sein öffentliches Profil beständig, so war er etwa 2004 in Dominik Grafs Kalter Frühling und 2007 in Matti Geschonnecks Thriller Duell in der Nacht, sowie 2006 in Margarethe von Trottas Psychodrama Ich bin die andere auch auf der Kinoleinwand zu sehen. 2009 spielte er die Hauptrolle in Rolf Silbers Tragikomödie Der Mann auf der Brücke um einen lebensmüden 60-Jährigen, der unerwartet selbst zum Lebensretter wird und dessen Kampfgeist neu erwacht. Für seine darstellerische Leistung wurde Peter Lerchbaumer im selben Jahr mit dem Hessischen Fernsehpreis bedacht.
Peter Lerchbaumer, der auch als Sprecher von Kriminalhörspielen tätig ist, lebt in Frankfurt am Main. Er ist verheiratet und Vater einer Tochter und zweier Söhne.

## Filmografie (Auswahl)
- 1969: Die Moritat vom Räuberhauptmann Johann Georg Grasel (Fernsehfilm)
- 1995: Das Wunschkind (Fernsehfilm)
- 1997: Tatort: Eulenburg (Fernsehreihe)
- 1997: Falsche Liebe (Fernsehfilm)
- 1997: Die Konkurrentin (Fernsehfilm)
- 1998: Hauptsache Leben (Fernsehfilm)
- 1999–2016: Ein Fall für zwei (Fernsehserie, verschiedene Rollen, 5 Folgen)
- 2000: Schwiegermutter (Fernsehfilm)
- 2000: LiebesLuder
- 2001: Ein Sommertraum (Fernsehfilm)
- 2001: Die Frau, die Freundin und der Vergewaltiger (Fernsehfilm)
- 2002–2010: Tatort → siehe Dellwo und Sänger
  - 2002:Oskar
  - 2003: Frauenmorde
  - 2003: Das Böse
  - 2004: Janus
  - 2004: Herzversagen
  - 2005: Leerstand
  - 2006: Das letzte Rennen
  - 2006: Der Tag des Jägers
  - 2007: Unter uns
  - 2007: Bevor es dunkel wird
  - 2008: Der frühe Abschied
  - 2008: Waffenschwestern
  - 2008: Der tote Chinese
  - 2009: Neuland
  - 2009: Architektur eines Todes
  - 2010: Weil sie böse sind
  - 2010: Am Ende des Tages
- 2002: Das Verlangen
- 2002: Der Tod ist kein Beweis (Fernsehfilm)
- 2002: Poppitz
- 2003: Bella Block: Tödliche Nähe (Fernsehreihe)
- 2004: Kalter Frühling (Fernsehfilm)
- 2004: Vier Frauen und ein Todesfall (Fernsehserie, Folge Vatermord)
- 2004–2007: Ein Fall für den Fuchs (Fernsehserie, 6 Folgen)
- 2005: Stromberg (Fernsehserie, Folge Herr Becker)
- 2005: Ausgerechnet Weihnachten
- 2006–2018: Die Rosenheim-Cops (Fernsehserie, verschiedene Rollen, 3 Folgen)
- 2006: Ich bin die andere
- 2006, 2008: SOKO Kitzbühel (Fernsehserie, verschiedene Rollen, 2 Folgen)
- 2007: Noch einmal zwanzig sein ... (Fernsehfilm)
- 2007: Ein verlockendes Angebot (Fernsehfilm)
- 2007: Duell in der Nacht (Fernsehfilm)
- 2008: Stolberg (Fernsehserie, Folge Irrlichter)
- 2008: Sommer
- 2008: Mein Mann, der Trinker (Fernsehfilm)
- 2008: Kommissar Süden und das Geheimnis der Königin
- 2008: Tatort: Exitus
- 2009: Wilsberg: Der Mann am Fenster
- 2009: Der Mann auf der Brücke (Fernsehfilm)
- 2010: Gier (Fernsehzweiteiler)
- 2010: Tod einer Schülerin (Fernsehfilm)
- 2011: Das dunkle Nest (Fernsehfilm)
- 2011: Der Kardinal (Fernsehfilm)
- 2011: Niemand ist eine Insel
- 2012–2015: Kommissar Marthaler (Fernsehreihe)
  - 2012: Die Braut im Schnee
  - 2013: Partitur des Tode
  - 2015: Ein allzu schönes Mädchen
  - 2015: Engel des Todes
- 2012: Deckname Luna (Fernsehzweiteiler)
- 2021, 2019: In aller Freundschaft (Fernsehserie, verschiedene Rollen, 2 Folgen)
- 2010: Der Doc und die Hexe (Fernsehserie, 2 Folgen)
- 2011: Mandy will ans Meer (Fernsehfilm)
- 2012: Was machen Frauen morgens um halb vier?
- 2014: Verhängnisvolle Nähe (Fernsehfilm)
- 2014: Inspektor Jury: Der Tote im Pub (Fernsehreihe)
- 2015: Nacht der Angst (Fernsehfilm)
- 2017: Die Lebenden und die Toten – Ein Taunuskrimi (Fernsehreihe, Zweiteiler)
- 2017: Tod im Internat
- 2017: Zwischen Himmel und Hölle
- 2017: Falsche Siebziger
- 2019: Balanceakt (Fernsehfilm)
- 2019: Eine Hochzeit platzt selten allein (Fernsehfilm)
- 2019: Heldt (Fernsehserie, Folge Geheimnisträger)
- 2019: Ein Dorf wehrt sich (Fernsehfilm)
- 2020: Rentnercops (Fernsehserie, 20 Folgen)
- 2020: Weihnachtstöchter (Fernsehfilm)
- 2021: SOKO Köln (Fernsehserie, Folge Der Mann ohne Namen)

## Auszeichnungen
- 2009 – Hessischer Fernsehpreis als Bester Darsteller für Der Mann auf der Brücke